# 大学城站 (昆明市)
大学城站是一个位于中华人民共和国云南省昆明市呈贡区雨花街道与吴家营街道交界彩云南路下庄村地下，属于昆明地铁1号线的地铁车站，因位于呈贡大学城而得名。云南大学呈贡校区位于该站附近。该站于2010年5月1日全面开工建设。车站于2013年5月20日随一号线通车而正式启用。
该站曾因肺炎疫情于2020年1月30日停运，3月18日恢复运营。

## 车站结构
大学城站位于彩云南路与云南白药街交叉口处，沿彩云南路布置，车站主体为东西走向。车站形式为地下双层岛式车站，地下一层为站厅层，地下二层为站台层。
 █ 1号线大学城站为地下岛式站台。车站設有月台幕門。

### 月台配置
本站的两个月台以岛式月台的形式排列，列车将开启前进方向的左侧车门。

### 车站楼层
| 地面层          | 街道                        | A-D出入口                                          |
| 地下一层 站厅层 | 站厅                        | 票务服务、自动售票机、一卡通充值、安检、进出站闸机 |
| 地下二层 站台层 |                             | █ 1号线往北部汽车站（谊康南路）                    |
| 地下二层 站台层 | 岛式站台，左侧開门          |                                                    |
| 地下二层 站台层 | █ 1号线往大学城南（終點站） |                                                    |

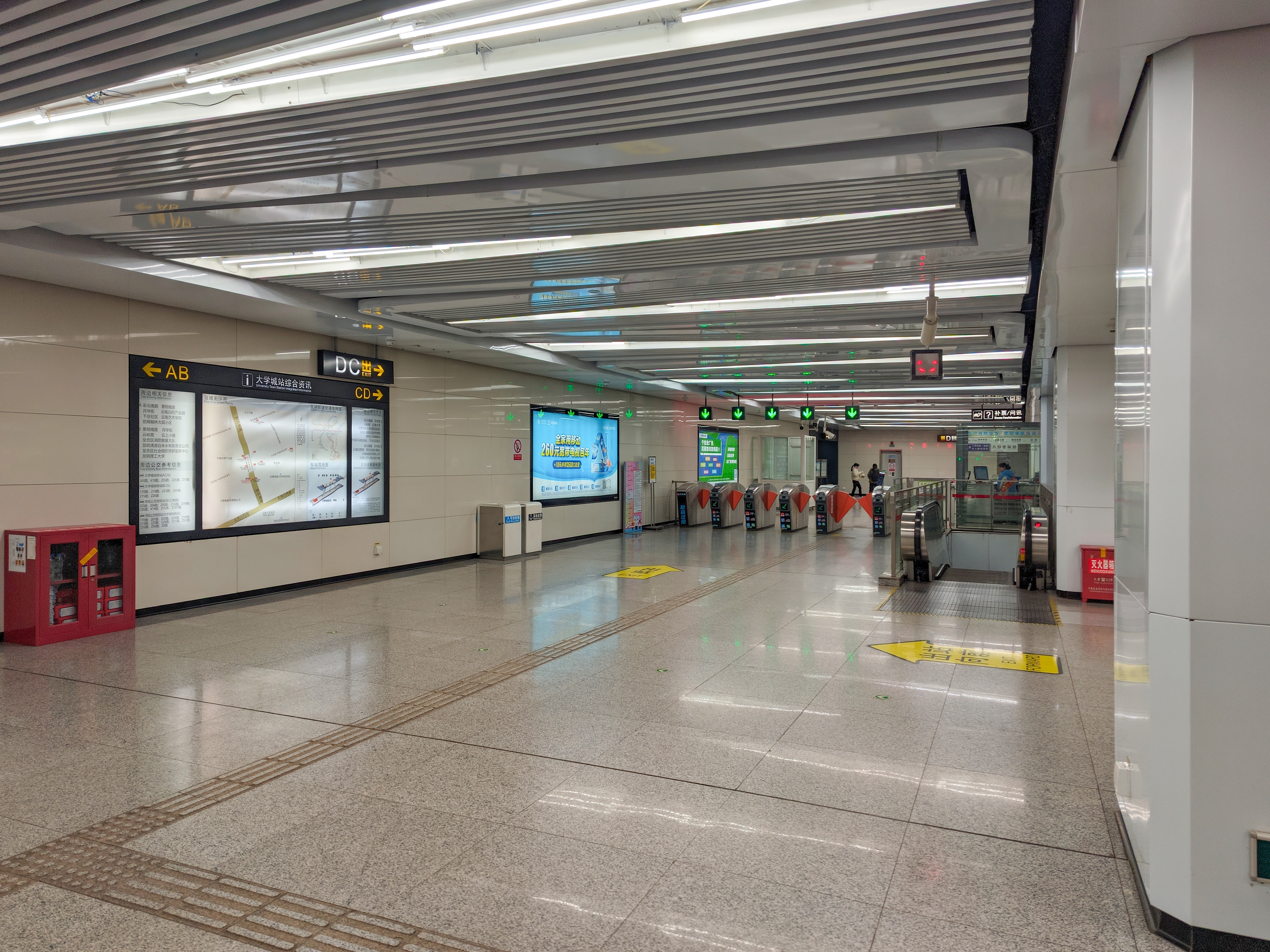
站厅
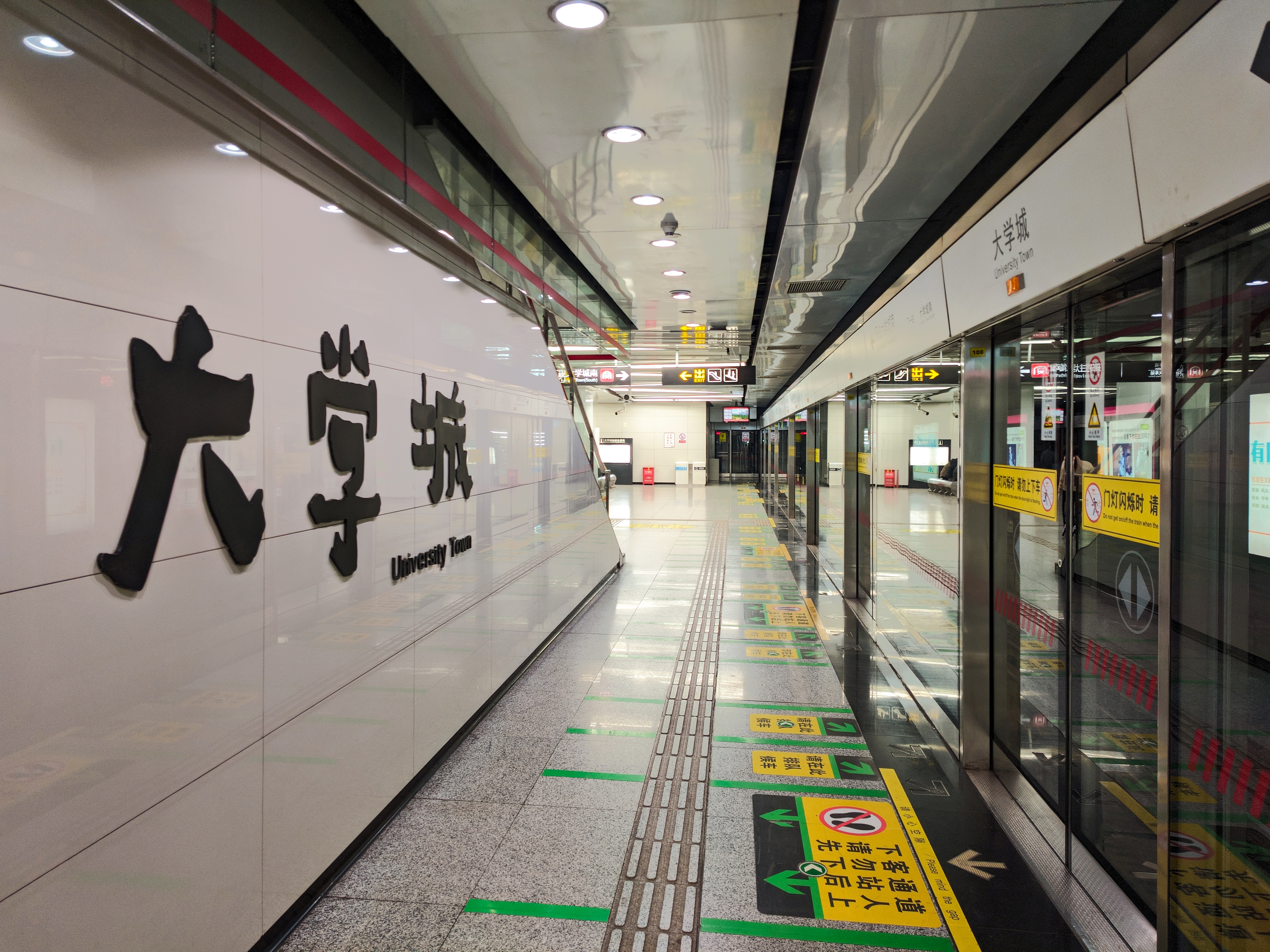
站台大字壁

### 车站出口
车站设置4个出入口，A出入口位于彩云南路西侧，朝向北；B出入口位于月华街北侧，朝向东；C出入口位于彩云南路东侧，朝向北；D出入口位于彩云南路西侧，朝向南并设置无障碍电梯。
|                       | 编号                 | 地点 | 建议前往的目的地 | 照片 |
| 出口 · A              | 彩云南路、月华街     | 下庄社区、云南艺术学院、招商翰林大观小区                                                                  |                  |      |
| 出口 · B              | 月华街、彩云南路     | 呈贡区消防救援大队、昆明清源自来水有限责任公司、云上小镇、呈贡区社会组织党群服务中心、昆明理工大学        |                  |      |
| 出口 · C              | 彩云南路、云南白药街 | 中国石油加油站、悦诚国际大酒店、7天优品酒店、雨花公交枢纽站、云南民族大学、云南大学、云南交通职业技术学院 |                  |      |
| 出口 · D · 升降机标志 | 彩云南路、云南白药街 | 云南白药产业区、云南省医药有限公司、云南白药行政总部大楼、雨花街道办事处                                  |                  |      |
| 註： 設有             |                      | |                  |      |

## 利用状况
本站位于呈贡大学城范围，车站附近有云南大学、云南民族大学、云南交通职业技术学院等高校，故本站进出站乘客以附近高校大学生为主，且在节假日期间客流较大，工作日期间客流稀少。

## 车站周边
- 云南白药集团
- 云南大学呈贡校区
- 云南民族大学
- 云南艺术学院
- 昆明医科大学
- 雨花公交枢纽站